# Bảo tàng Gốm sứ Mậu dịch
Bảo tàng Gốm sứ Mậu dịch (tiếng Anh: Museum of Trade Ceramics) là bảo tàng trưng bày gốm sứ liên quan đến lịch sử giao thương quốc tế với các nước như Trung Quốc, Ấn Độ, Nhật Bản, Philippines và Thái Lan tọa lạc ở Hội An, Quảng Nam, Việt Nam. Bảo tàng được khai trương năm 1995, được hình thành với sự giúp đỡ của các chuyên gia Nhật Bản. Bảo tàng hiện có khoảng 368 hiện vật gốm sứ có niên đại từ thế kỷ IX -X đến thế kỷ XIX được tìm thấy ở các điểm khảo cổ tại Hội An. Tòa nhà nơi làm bảo tàng bản thân nó là một ngôi nhà gỗ truyền thống được phục hồi mang dáng vẻ đặc trưng của khu phố cổ Hội An, vì sự tương đồng về thiết kế và một cộng đồng thương mại Nhật Bản mang ý nghĩa lịch sử, được ví như của Kyoto.
Địa chỉ: Số 80 đường Trần Phú - TP Hội An - Quảng Nam.